# セフォペラゾン
セフォペラゾン（Cefoperazone）は、第3世代セファロスポリン系（cephalosporin）の抗菌薬である。他のセファロスポリン系抗生物質に耐性を持つ緑膿菌（Pseudomonas）細菌感染症に有効である、数少ない抗菌薬の1つでもある。
なお、セフォペラゾンは、β-ラクタマーゼ阻害剤であるスルバクタムとの合剤も製造されている。 セフォペラゾンは 細菌の 細胞壁 合成を抑制することで殺菌作用を示す。β-ラクタマーゼ阻害剤により、セフォペラゾンの加水分解を抑制し、抗菌活性を維持することができる。

## 薬理
1. 抗菌作用
  1. グラム陽性菌・グラム陰性菌及び嫌気性菌に対し幅広い抗菌スペクトルを有し、その作用は殺菌的である。特に大腸菌、シトロバクター属、クレブシエラ属、プロテウス属、モルガネラ・モルガニー、プロビデンシア・レットゲリ、インフルエンザ菌等のグラム陰性桿菌に対してはセファゾリン、セフメタゾールよりも強い抗菌作用を示し、従来のセフェム系薬剤がほとんど感受性を示さないエンテロバクター属、セラチア属、緑膿菌に対しても優れた抗菌作用を示す[1][2]。また、嫌気性菌であるバクテロイデス属、プレボテラ属にも優れた抗菌作用を示す。
  2. 大腸菌、緑膿菌等の各種グラム陰性桿菌の産生するセファロスポリナーゼによる加水分解に対してセファロリジン、セファロチン及びセファゾリンより安定である。
2. 作用機序

ペニシリン結合蛋白質のうちPBP-1Bs、PBP-1A、PBP-2、特にPBP-3に高い親和性を示し、増殖期の細菌の細胞壁合成を抑えて殺菌的に作用する。

## 細菌感受性のスペクトラム
セフォペラゾンは幅広いスペクトラムを持つ。呼吸器、泌尿器、皮膚、女性生殖器感染症で用いられる。医学的に重要な微生物の感受性データ(MIC)は以下の通り: 
- Haemophilus influenzae:0.12-0.25 μg/ml
- 黄色ブドウ球菌:0.125-32 μg/ml
- Streptococcus pneumoniae:≤0.007-1 µg/ml

## 副作用
セフォペラゾンは N-methylthiotetrazole(NMTT または 1-MTT)を側鎖として持つ。抗生物質が体内で分解され、体内でNMTTが増えると、低プロトロンビン血症( hypoprothrombinemia )が引き起こされることがある。ビタミンKエポキシ還元酵素との抑制による。 disulfiram (Antabuse)でみられるような、アルデヒド脱水素酵素を抑制することで、飲酒によりエタノールに過剰に酔ったような反応を示すことがある。
2021年10月、「アレルギー反応に伴う急性冠症候群」が本剤とスルバクタムとの合剤の添付文書追記となった。この重篤な副作用が添付文書記載となっている抗生物質は2023年1月現在、他にアモキシシリンのみである。

## 薬物動態

### 吸収・分布
セフォペラゾンを経口投与した場合、消化管からの吸収が悪く、バイオアベイラビリティーが低いことが知られている。例えば、ラットに50 (mg/kg)を経口投与しても、バイオアベイラビリティーは約10 ％に過ぎない。経口投与したセフォペラゾンは、その多くが吸収されることなく消化管を流れて糞便中に出てゆく。しかし、体内に吸収されたセフォペラゾンは、すみやかに全身へと運ばれる。ただし、セフォペラゾンの中枢移行性は非常に悪く、経口投与、筋肉内注射、静脈注射、皮下注射のいずれの経路で投与しても、中枢神経系からセフォペラゾンはほとんど検出されない。なお、セフォペラゾンのタンパク結合率は、ヒトやサルやウサギでは86 ％から89 ％程度であるのに対し、イヌやラットやマウスでは50 ％を下回るなど、動物種によってタンパク質との親和性に大きな差が見られることが知られている。

### 代謝・排泄
体内に吸収されたセフォペラゾンは、ヒト、サル、ウサギ、イヌ、ラット、マウスのいずれの動物種においても、ほとんど代謝を受けない。したがって、多くは未変化体、すなわち、セフォペラゾンのままで体外へと排泄される。ただし、腸内細菌によってセフォペラゾンが加水分解されることはある。なお、既述の通り、経口投与されたセフォペラゾンの多くは、吸収されることなく糞便中へと排泄される。この他に、吸収されたセフォペラゾンが肝臓から胆汁中へと排泄されて、それが糞便中へと出てくることもある。さらに、吸収されたセフォペラゾンは、腎臓から尿中へと排泄されることもある。この吸収されたセフォペラゾンの胆汁中への排泄と、尿中への排泄の比率には動物種によって差が見られ、比較的身体が大きな動物であるサル、イヌ、ウサギでは尿中へと排泄される割合が多く、比較的身体が小さな動物であるラットでは胆汁中へと排泄される割合が多い。

## 利用
セフォペラゾンは、医薬品としてヒトに使用されることがある他、ウシなどに使用される場合もある。例えば、ウシに用いられた場合、ヨーロッパ諸国では、そのウシが出した牛乳には数日間の出荷制限が設けられているものの、日本などでは制限がかけられていない。